# Gotas de Rap
Gotas de Rap est un groupe colombien de hip-hop, originaire de Las Cruces, à Bogota, actif entre 1984 et 1999.

## Histoire
Le groupe se forme en 1984 se spécialisant dans le breakdance des rues, dansant sur des sons d'Afrika Bambaataa sous le nom de « New Rapper Breaker », puis reprenant des morceaux d'Amérique du Nord pour créer son propre style. Il se compose de plusieurs breakers parmi lesquels des membres du groupe La Etnnia : Ata, Kany, Kaiser, mais aussi l'un des leaders Javier Arbeláez. En 1986, Carlos Contento Montes (alias Kontent) souhaite rejoindre le groupe, mais son arrivée n'aboutit pas et « Tormento » lui propose de former son propre collectif qu'ils appellent Gotas de Rap.
Gotas de rap fait quatre tournées en Europe en 1995, 1996, 1997 et une dernière en 2000, rappant et jouant dans des pays tels que le Royaume-Uni, l'Allemagne, les Pays-Bas, la Belgique et la France ; et avec son œuvre musicale et théâtrale Opera Rap, la première œuvre sérieuse d'intégration entre le hip-hop et le théâtre qui ouvre les portes du hip-hop et du théâtre à un nouveau public,.
En 1996, plusieurs groupes de toute la Colombie se réunissent pour former le Colombia Rap Cartel. Un groupe qui se veut prometteur dans le hip-hop latino, mais qui ne fonctionne pas en raison de problèmes entre les groupes invités, délaissant la production, perdant une année de travail en studio et ne laissant que le single Ghetto Boy, morceau qui serait le single qu'ils sortiraient en 1997.
En 1999, Gotas de Rap se sépare en raison de la mort soudaine de Melissa, décédée dans un accident de voiture avec son fils de 2 ans,,.

## Discographie
- 1995 : Contra el Muro
- 1997 : Revolución

### Clips
- 1995 : Culpa
- 1997 : Militares
- 1997 : Revolución
- 1997 : Mama Mariguana